# Nikola Rakočević
Nikola Rakocevic (Podgorica, Montenegro, 22 de enero de 1991) es un jugador de baloncesto profesional de nacionalidad montenegrina. Mide un metro y noventa centímetros y juega en la posición de escolta.

## Trayectoria deportiva
Tras formarse en las categorías inferiores del Real Madrid, militó en varios equipos de categoría EBA en España, el último de ellos en el Monte Ducay Olivar, equipo vinculado al CAI Zaragoza, dueño de su ficha, donde promedió 12,3 puntos y 2,7 rebotes. Sus buenas actuaciones le llevaron a ser convocado con el primer equipo, llegando a debutar en la liga ACB.
En julio de 2011 el CAI llega a un acuerdo con el Grupo Iruña Navarra de LEB Oro para cederle al jugador durante la temporada 2011/12. Una vez desvinculado del club aragonés, firma en 2012/13 con el  CB Clavijo.
Inició la temporada 2013/14 en el KK Zeta 2011 Golubovci de Montenegro, disputando únicamente seis partidos hasta que el 12 de febrero de 2014 se anuncia su fichaje por el Cáceres Patrimonio de la Humanidad, de LEB Plata, donde participa en 15 encuentros hasta la finalización de la temporada, logrando establecer el récord histórico del club de lanzamientos triples anotados por un jugador en un partido, con siete, logrados el 11 de mayo de 2014 y todavía vigente.
Juega en la temporada 2014/15 en el C.B. Valladolid de LEB Oro y en la 2015/16 en el  Club Baloncesto Breogán.
El 28 de julio de 2016, el Cáceres Patrimonio de la Humanidad anuncia su fichaje para la temporada 2016/17, la cual culmina siendo el máximo anotador del equipo (y séptimo de toda la competición) con un promedio de 15 puntos por partido. Renueva sucesivamente con el club cacereño en las temporadas 2017/18, 2018/19 y 2019/20, tras cuya finalización abandonó el club.
En octubre de 2020 firma con el MBK Baník Handlová , club de la liga eslovaca, donde alcanza promedios de 17.1 puntos (43% en triples) y 3.1 rebotes en los 25 partidos que disputó.
El 16 de agosto de 2021, firma por el Club Melilla Baloncesto de la Liga LEB Oro para disputar la temporada 2021/22, la cual completó participando en 34 partidos con promedios de 14.7 puntos, 2.5 rebotes y 1.7 asistencias.
El 10 de noviembre de 2022, firma por el HLA Alicante de la Liga LEB Oro, tras desligarse del Club Melilla Baloncesto.
El 9 de septiembre de 2023, firma por el Real Betis Baloncesto de la Liga LEB Oro, con el que disputa 11 partidos en los que promedió 19 minutos y 7,9 puntos, en el que jugaría hasta el 16 de diciembre de 2023, cuando rescinde su contrato y es relevado por Branden Frazier. El 8 de febrero de 2024 firma un contrato temporal por el CB Estudiantes de la LEB Oro,disputando nueve partidos con el club madrileño.
El 14 de julio de 2024, firma por el firma por el Grupo Alega Cantabria de la Liga LEB Oro. El 4 de marzo de 2025 finaliza su etapa en el conjunto cántabro tras participar en 15 partidos en los que promedió 8.1 puntos. El 17 de marzo firma por el Cáceres Patrimonio de la Humanidad, de Segunda FEB (antes denominada LEB Plata), iniciando la que sería su tercera etapa en el club, con el que disputó los últimos 9 encuentros (incluyendo cuatro de la fase de ascenso) en los que promedió 12 puntos y 3.4 rebotes.